# Renate Reinsve
Renate Reinsve   (Nedre Eiker, 24 de novembre de 1987) és una actriu noruega. El seu debut al cinema va ser
l'any 2011 amb un petit paper al film de Joachim Trier Oslo, 31. august. El 2021 va protagonitzar The Worst Person in the World, també dirigit per Trier, interpretació per la qual va guanyar el premi a millor actriu al 74è Festival Internacional de Cinema de Canes i nominada al BAFTA a millor actriu.

## Biografia
Nascuda l'any 1987 a Solbergelva (Nedre Eiker, des de l'1 de gener de 2020, agrupat en el municipi de Drammen), del 2009 al 2013 va estudiar a la Kunsthøgskolen (l'Acadèmia de les Arts) d'Oslo, acabada la formació el 2013 Reinsve es va incorporar al Trøndelag Teater, de Trondheim fins al 2015 i posteriorment del 2016 al 2019 va estar associada al Det Norske Teatret d'Oslo.
Reinsve ha aparegut en pel·lícules com Oslo, 31. august (2011), Kompani Orheim (2012), Welcome to Norway (2016) i en sèries de televisió com Nesten voksen (2018), al canal estatal NRK, Roeng (2018), Best: før, del canal privat noruec TV 2 o Hvite gutter (2018-2021).
El 2014, va guanyar el premi Hedda a la millor actriu pel seu paper de professora a l’obra de teatre de Friedrich Dürrenmatt Besøk av gammel dame (La visita de la vella dama) al Trøndelag Theatre. El 2016, va ser nominada al premi Amanda a la millor actriu secundària a Welcome to Norway. El 2021 es va emportar el premi a millor actriu en el Festival de cinema de Canes pel seu primer paper protagonista a The World's Worst Man, dirigit per Joachim Trier amb guió del mateix Trier i el seu col·laborador Eskil Vogt. En aquesta pel·lícula que ha estat nominada a l'Oscar a la millor pel·lícula de parla no anglesa i millor guió Reinsve interpreta a la Julie, una dona a prop dels 30 embolicada en diverses crisis vitals sobre les seves relacions sentimentals, familiars i professionals.

## Filmografia
| Any       | Títol                             | Paper   | Notes                           |
| 2011      | Oslo, 31. august                  | Renate  |                                 |
| 2012      | Kompani Orheim                    | Lene    |                                 |
| 2015      | Kvinner i for store herreskjorter | Ane     |                                 |
| 2015      | Skyggene av byen                  | Maria   | curt                            |
| 2015      | Mysteriet på Sommerbåten          | Aktuar  | sèrie de televisió              |
| 2015      | Villmark 2                        | Synne   |                                 |
| 2015      | Unge lovende                      |         | Sèrie de televisió. 1 Episodi   |
| 2015      | Skyggene av byen                  | Maria   | curt                            |
| 2016      | Welcome to Norway                 | Line    |                                 |
| 2016      | Små, søte kaker                   | Anne    | curt                            |
| 2017      | Ekspedisjon Knerten               | Mor     |                                 |
| 2017-2019 | Best:Før                          | Anemone | Sèrie de televisió. 23 Episodis |
| 2018      | Nesten voksen                     | Siri    | Sèrie de televisió. 3 Episodis  |
| 2018      | Roeng                             | Lena    | Sèrie de televisió. 10 Episodis |
| 2018      | De Hensynsløse                    | Silje   | Curt                            |
| 2018      | Føniks                            | Kristin |                                 |
| 2018-2021 | Hvite gutter                      | Frida   | Sèrie de televisió. 13 Episodis |
| 2020      | The Affected                      | Rita    | Curt                            |
| 2021      | The Worst Person in the World     | Julie   |                                 |
| 2021      | Cake Bomb                         | March   | Curt                            |